# Folker Bohnet
Folker Bohnet (Berlino, 7 agosto 1937 – Amburgo, 6 ottobre 2020) è stato un attore, regista e drammaturgo tedesco.

## Biografia
Dopo aver abbandonato gli studi universitari in giurisprudenza, che aveva cominciato a Colonia nel 1957, inizia a frequentare la scuola di recitazione all'UFA di Berlino. Nello stesso momento interpreta tre film, e in uno di essi ottiene grande successo: Il ponte (Die Brücke) nel 1959, diretto da Bernhard Wicki dove ha il ruolo da protagonista di Hans Scholten, il più equilibrato e adulto dei sette ragazzi che avrebbero dovuto difendere un ponte alla fine della seconda guerra mondiale. Tra i pochi altri suoi film interpretati per il grande schermo, sono da ricordare Fabbrica di ufficiali (1960), Schloß Hubertus (1973) e il dramma di Luchino Visconti Ludwig (1973), in cui interpretava il ruolo secondario dell'attore Josef Kainz, ammirato da Ludwig II.
Inoltre, ha recitato in numerose produzioni televisive fino agli anni '90 ma ha trascorso la maggior parte della sua carriera in teatro con compagnie di prim'ordine in teatri rinomati, tra cui il Thalia-Theater e l'Ernst-Deutsch-Theater di Amburgo, il Residenztheater di Berlino, lo Schauspielhaus di Francoforte sul Meno, il Residenztheater di Monaco di Baviera e il Theater in der Josefstadt di Vienna. Dopo essere stato ospite saltuario presso i Bühnen der Stadt a Colonia, è seguita la Freie Volksbühne di Berlino, l'Hamburger Kammerspiele e in quasi tutte le compagnie brillanti più famose in Germania, ai festival (ad esempio il Bad Hersfelder Festspiele) e in altre produzioni itineranti. Oltre al suo lavoro di attore, è stato anche regista teatrale e, dal 1977, produttore di numerose commedie, che vengono rappresentate in tutta l'area di lingua tedesca e oltre. Nel nuovo millennio ha recitato regolarmente sotto la direzione artistica di Christian Seeler al Teatro Ohnsorg di Amburgo.
Era sposato con l'attrice Ann-Monika Pleitgen e da lei ebbe un figlio, il fisico e scrittore Ilja Bohnet. Ha un altro figlio, l'attore e direttore dello Schlosspark Theater di Berlino, Markus Lorenz-Bohnet. Nel 2001 si unì civilmente con Alexander Alexy, dentista e partner di un gran numero di sue opere teatrali, con il quale aveva una relazione dagli anni '80. All'età di oltre 80 anni era ancora attivo come attore e regista teatrale. Morì nell'ottobre 2020 all'età di 83 anni dopo una breve malattia. Venne sepolto nel cimitero di Ohlsdorf di Amburgo.

## Filmografia parziale

### Attore cinematografico
- Solange das Herz schlägt, regia di Alfred Weidenmann (1958)
- Il ponte, regia di Bernhard Wicki (1959)
- Fabbrica di ufficiali (Fabrik der Offiziere), regia di Frank Wisbar (1960)
- Ludwig, regia di Luchino Visconti (1973)
- Schloß Hubertus, regia di Harald Reinl (1973)

### Attore televisivo
- Der Kaufmann von Venedig, regia di Otto Schenk – film TV (1968)

## Doppiatori italiani
- Massimo Turci in Il ponte